# Dirphiella
Genre
Le genre Dirphiella regroupe des papillons appartenant à la famille des Saturniidae.

## Liste d'espèces
- Dirphiella albofasciata (Johnson & Michener, 1948)
- Dirphiella niobe (Lemaire, 1978)
- Dirphiella taylori (Donahue & Lemaire, 1975)